# Rooms Katholieke Gymnastiek Bond
De Rooms Katholieke Gymnastiek Bond was een overkoepelende bond van gymnastiekverenigingen.
Op 13 november 1910 werd in de Sint Servatius-sociëteit te Maastricht de R.K. Turnbond opgericht. Deelnemende verenigingen waren Furenthela (Voerendaal), Kracht Door Volharding (Maastricht), La Reine de la Liberté (Bocholtz), Olympia (Blerick), Olympia (Wyck), Oranje (Limmel), Patronaat Sint Mathias (Wyck) en Volharding (Meerssen). Op 5 juli 1911 werden de statuten goedgekeurd door de bisschop van Roermond.
De R.K. Turnbond Roermond was daarmee de eerste katholieke sportbond van Nederland. Na de oprichting van enkele katholieke diocesane gymnastiekbonden ontstond in 1921 de R.K. Nationale Gymnastiek Federatie, kortweg de Nederlandsche Gymnastiek Federatie. In 1932 werd de R.K. Nationale Gymnastiek Federatie nieuw leven ingeblazen.
Vanaf 1934 verscheen het orgaan De Katholieke Turner voor de N.G.F. en de diocesane bonden tezamen. Dit overkoepelende orgaan zou van 1938 tot 1942 worden opgenomen in Katholieke Sport.

## Fusies
In 1987 fuseerden de Nederlandse Katholieke Gymnastiek Bond met het Koninklijk Nederlands Gymnastiek Verbond tot de nieuwe organisatie Koninklijke Nederlandse Gymnastiek Bond (KNGB). 
In 1998 volgde een fusie met van de Koninklijk Nederlands Christelijk Gymnastiek Verbond (KNCGV) tot de Koninklijke Nederlandse Gymnastiek Unie. De KNGU telde in dat jaar 1300 verenigingen met in totaal 300.000 leden.